# Sunil Chhetri
Sunil Chhetri (né le 3 août 1984 à Secunderabad, Inde) est un footballeur international indien évoluant au poste d'attaquant à Bengaluru FC.

## Biographie
Idolâtré en Inde, le capitaine de la sélection indienne signe le 5 juillet 2012 au Sporting Clube de Portugal. Il devrait y évoluer au sein de l'équipe réserve. Ce transfert serait lié à la stratégie commerciale du club lisboète puisque, grâce à lui, les matches du Sporting et de sa réserve seraient ainsi retransmis en Inde et en Chine. De retour d'une longue absence pour cause de la Coupe Nehru, il s'entretient longuement avec le président du Sporting, Godinho Lopes, le 18 septembre 2012, pour parler de divers sujets, dont celui de la mondialisation de la marque Sporting.
Intégré au sein de l'effectif de l'équipe B du Sporting, il n'arrive pas à s'imposer, ne disputant que 3 bouts de matchs (3 minutes contre Freamunde, 2 minutes contre le SC Braga B et 52 minutes contre l'União Madeira). Ainsi, le 13 février 2013, le Sporting annonce officiellement son prêt au Churchill Brothers SC pour le reste de la saison, Sunil Chhetri revenant au Sporting pour la pré-saison 2013-2014 de l'équipe B.
Le 10 juillet 2015, Sunil Chhetri est mis aux enchères afin de rejoindre un club de l'Indian Super League, le prix de départ est de ₹80,00,000, Chhetri rejoindra finalement le Mumbai City pour ₹1,20,00,000, et jouera pour la première fois en Indian Super League.
À l'occasion de la Coupe d'Asie 2019, il inscrit un doublé, lors du premier match disputé contre la Thaïlande (victoire 4-1), devenant le meilleur buteur de l'histoire de l'Inde avec un total de 67 réalisations en équipe nationale. Il est également le joueur le plus capé de l'histoire de la sélection. Malgré cela, l'Inde ne parviendra pas à passer le premier tour de la phase finale continentale.

## Statistiques
| Saison      | Club       | Pays     | Championnat   | Championnat | Championnat | Coupes nationales | Coupes nationales | Coupe d'Europe | Coupe d'Europe | Coupe d'Europe | Total  | Total |
| Saison      | Club       | Pays     | Division      | Matchs      | Buts        | Matchs            | Buts              | Type           | Matchs         | Buts           | Matchs | Buts  |
| ----------- | ---------- | -------- | ------------- | ----------- | ----------- | ----------------- | ----------------- | -------------- | -------------- | -------------- | ------ | ----- |
| 2012 - 2013 | Sporting B | Portugal | Liga Orangina | 3           | 0           | -                 | -                 | -              | -              | -              | 3      | 0     |

Dernière mise à jour le 13 février 2013.

## Palmarès

### En club
- Avec Bengaluru FC :
  - Vainqueur de l'I-League en 2014
  - Vainqueur de la Coupe d'Inde en 2015
  - Co-meilleur buteur de l'I-League en 2014 (14 buts)

### En sélection
- Avec l'équipe d'Inde :
  - Vainqueur de l'AFC Challenge Cup en 2008.
  - Vainqueur de la Coupe Nehru en 2007, 2009 et 2012.
  - Vainqueur du Championnat d'Asie du Sud de football en 2011, 2015 et 2021.

### Distinctions personnelles
- Homme du match contre la Thaïlande lors de la Coupe d'Asie 2019.